# Páni z Vildenberka

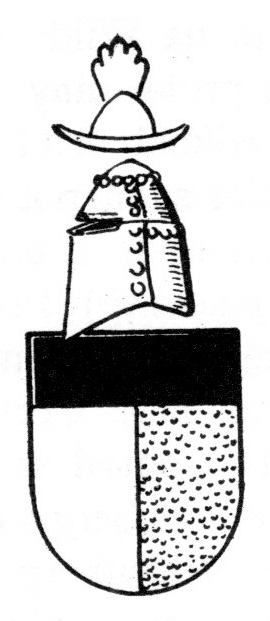
Erb pánů z Vildenberka

Páni z Vildenberka jsou starým šlechtickým rodem z hradu Vildenberk u Pozořic. Od poloviny 14. století do roku 1382 vlastnili členové rodu tvrz Loštice a hrad Bouzov. Rod vyhasl v první polovině 15. století.

## Držitelé Vildenberka
V květnu 1318 se významný moravský šlechtic Půta píše po Pozořicích, v prosinci téhož roku po Vildenberku. Po Půtově smrti v roce 1349 zdědili vildenberské panství dva z jeho synů Půta II. a Procek. Jejich bratr Oldřich se stal knězem a poslední z bratří Beneš a Ješek založili bouzovskou větev rodu. Půta II. a Procek drželi Vildenberk zřejmě v nedílu, neboť k rozdělení panství prokazatelně došlo až v roce 1365, přičemž je také výslovně zmíněn i hrad Vildenberk.
Panství si mezi sebou rozdělili Půta III. a Ješek (synové Půty II.) a jejich bratranec Půta řečený Šaclar (syn Procka). V té době již význam rodu zdaleka nebyl takový jako za jejich děda.
Páni z Vildenberka měli za sebou neúspěšné pokusy o rozšíření rodové državy, která byla zmíněným dělením sama naopak rozdrobena mezi členy rodu, jehož ekonomická základna byla stále slabší. Nejspíš všechny uvedené skutečnosti přiměli o pouhých šest let později všechny tři spoluvlastníky k odprodeji Vildenberka novému majiteli. Půta Šacler prodal markraběti Janovi za 1700 hřiven grošů půlku hradu Vildenberka s polovicí vsí k němu patřících Pozořic, Šumic, Kovalovic, Korolup, Holubic, Kruhu, Čechyně, Vítovic a Hostěnic. Dne 5. března téhož roku prodali bratrancové Půty Šaclera, Půta a Jan, témuž markraběti a jeho synovi Joštovi za 2600 hřiven grošů druhou polovinu hradu Vildenberka a jmenovaných vsí i se vsí Velešovice. Půta z Vildenberka prodal panství Hostěnice s řadou osad, z nichž některé zanikly v 15.–16. století markraběti Janovi.
Markéta z Vildenberka, rozená z Meziříčí, byla první manželkou Arkleba z Kunštátu, který byl v letech 1398–1409 soudcem brněnského práva. Jan z Meziříčí v roce 1365 postoupil ves Valeč své sestře Markétě z Vildenberka.
Roku 1376 byl slavkovským komturem Mikeš z Vildenberka. Ten byl komturem opět v polovině srpna téhož roku, který v úřadě zůstal do konce dalšího roku. Vildenberkové jsou prvními majiteli obce Pozořice. A ti nechávají v obci postavit kostel a faru.

## Loštická větev pánů z Vildenberka
Ješek z Vildenberka a Bouzova držel původně se svým bratrem Benešem hrad Bouzov. Později došlo k rozdělení majetku a Ješkovi synové Jan a Půta sídlili na tvrzi v Lošticích. Zde tato větev koncem 14. století vyhasla.

## Bouzovská větev pánů z Vildenberka
Hrad Bouzov původně drželi bratři Beneš a Ješek, ovšem majetek byl rozdělen a na Bouzově zůstal Beneš a jeho syn Procek. Roku 1353 drží Beneš z Vildenberka a Bouzova polovinu vsi Polonína. Beneš zastával funkci přísedícího u moravského zemského soudu. Po roce 1370 se však dostal do nepříznivé finanční situace, což vyvrcholilo roku 1382 prodejem bouzovského panství markraběti Joštovi a následnou výměnou za tvrz Bohuslavice. V moravských markraběcích válkách se přidal Benešův syn Procek na stranu mladšího markraběte Prokopa. Roku 1405 držel Procek v zástavě hrad Rabštejn, proti kterému byla jako proti loupežnému sídlu podniknuta trestná výprava a hrad byl dobyt. V roce 1425 zastavil král Zikmund Lucemburský Prockovi (mladšímu) hrad Vraní Hora společně s Vranovou Lhotou a okolním panstvím.

## Příbuzní pánů z Vildenberka
Příbuzným pánů z Vildenberka byl Matouš z Černé Hory. K pánům z Vildenberka se dle erbu také řadí Protiva z Doubravice. Protiva dosáhl významného postavení. Vždyť roku 1305 zastával úřad moravského zemského číšníka. Sídlo měl na hradě v Doubravici, také seděl na Moravičanech. Po zeměpanském Zábřehu se psal v letech 1275–1301 Protiva z Vildenberka a Doubravice, jenž zboží držel lénem.

## Rodokmen
- Půta z Vildenberka (1318–1349) – manželka Zdenka z Boskovic
  - Procek z Vildenberka (1347–1350) – manželka Klára (dcera Jakuba Frenclína)
    - Půta Šaclar (1350–1379)
    - Anežka
    - Dorota
    - Kateřina
    - Markéta - manžel Jan I. z Moravan a Landštejna (syn Smila I. z Landštejna a Anny z Moravan)

  - Půta II. z Vildenberka (1349–1365) – manželka Markéta z Meziříčí
    - Půta III. z Vildenberka (1365) – manželka Eliška
    - Ješek z Vildenberka (1369) – manželka Dorota z Kravař
    - Mikeš (1376), křížovník řádu německých rytířů na komendě ve Slavkově u Brna (dříve Novosedlice)
    - Kačna

  - Ješek z Vildenberka a Bouzova (1353–1360) – manželka Anežka
    - potomstvo na Lošticích - synové Jan a Půta, rod vymřel

  - Beneš z Vildenberka a Bouzova (1353-1384) 1. manželka Anna z Dubé, 2. manželka Markéta
    - Procek z Vildenberka a Bouzova (+1417) - manželka Kateřina
      - Procek z Vildenberka a Bouzova mladší (+1440), rod vymřel
      - Kateřina z Vildenberka a Lhoty

  - Oldřich z Vildenberka (1346), kněz
  - Jitka z Vildenberka(1349) – manžel Čeněk z Pirkštejna a Sloupu)
    - Ješek z Lipé a Pirkštejna řečený Ptáček – manželka Hedvika
      - Jan Ptáček z Pirkštejna – manželka Jitka z Kunštátu dcera Heralda z Kunštátu
        - Hynek Ptáček z Kunštátu – manželka Anna z Hradce (dcera Jana III z Hradce, zemřela 1444)
          - Žofie Markéta z Pirkštejna (1445–1472) – manžel Viktorin II z Munsterberka (syn krále Jiřího z Poděbrad a Kunhuty ze Šternberka)
            - Johanka z Munsterberka (1463–1496) – manžel Kazimír II z Cyeszina

    - Čeňka z Pirkštejna – manžel Vilém z Kunštátu
      - Čeněk z Kunštátu – mančelka Markéta z Deblína
        - Eliška I z Kunštátu na Tasově

      - Vilém z Kunštátu – manželka Anna
        - Boček z Kunštátu (zemřel 1420)
        - Čeněk z Kunštátu
        - Smil III z Kunštátu (zemřel 1418)

      - Smil z Kunštátu – manželka Barbora Gilgenberga z Pilungova
        - Smil II z Kunštátu

## Erb
Erb pánů z Vildenberka: štít nadél poloviční, vpravo červený, vlevo stříbrný, nahoře napříč modrý. Na helmě modrý železný klobouk. Přikryvadla červená a stříbrná.